# Christophe Aubry
Pour les articles homonymes, voir Aubry.
Christophe Aubry, peut-être né à Eu et mort à Rome le 11 mars 1601 est un prêtre catholique français, curé à Paris de 1583 à 1594. Membre de la Ligue, adversaire des rois Henri III puis Henri IV, contre qui il prêche très violemment, il est exilé après l'entrée de ce dernier dans Paris en 1594.

## Biographie

### Curé à Paris
Christophe Aubry est originaire du comté d'Eu, en Normandie où il possède des biens immobiliers. Il fait ses études au collège d'Harcourt. Il devient docteur en théologie le 4 avril 1582 et est principal du collège des Grassins.
Il est nommé curé de la paroisse Saint-André-des-Arts à Paris, le 17 mai 1583, succédant à François Dampmartin, décédé.

### Ligueur

#### Contre Henri III
Membre ardent de la Ligue qui dirige Paris en révolte contre le roi Henri III après la journée des Barricades le 12 mai 1588, il appartient au Conseil des Quarante,. Ce conseil est un organisme révolutionnaire composé de notables et créé par le Conseil des Seize qui dirige Paris révolté. Avec Jean Boucher, Jean Gincestre, Jean Hamilton et François Pigenat, Christophe Aubry fait partie des curés parisiens qui accusent Henri III d'être un tyran et participent ainsi à l'excitation des esprits contre le roi. Comme Jean Boucher, François Pigenat, Jean Prévôt et le carme Edme Bourgoin, il fait aussi partie du groupe qui inspire le décret de la faculté de théologie, qui le 7 janvier 1589, déclare Henri III déchu de son trône :

« Le peuple est délié et délivré du serment de fidélité et obéissance prêté au susdit roi Henri. Le même peuple peut être, licitement et en toute conscience, armé et réuni, peut lever des deniers et contribuer à la défense de la religion catholique, apostolique et romaine contre les entreprises néfastes dudit roi et de ses partisans. Parce qu'il a violé la foi publique au préjudice de la religion catholique et de l'Édit de la Sainte Union, et la naturelle liberté de la convocation des trois ordres du royaume. »

#### Contre Henri IV
Après l'assassinat d'Henri III et l'avènement d'Henri IV, Christophe Aubry prêche contre ce dernier. Très violent dans ses sermons, il fait partie, selon Pierre de l'Estoile, avec Jean Boucher, Jean Hamilton et le supérieur des feuillants Bernard de Montgaillard, des prêcheurs les plus actifs et extrémistes de la Ligue. En septembre 1590, à la nouvelle de la mort du pape Sixte Quint, qu'il juge trop proche d'Henri IV, Christophe Aubry se réjouit en chaire : « Dieu nous a délivré d'un méchant pape ». En mars 1591, alors qu'est connu à Paris le projet de conversion au catholicisme d'Henri IV, Christophe Aubry dans ses prêches, qualifie Henri IV de « fils de putain et bâtard »,. Il prédit que le roi ruinera le catholicisme :

« Ce méchant relaps et excommunié nous ôtera notre religion, notre sainte messe, nos belles cérémonies, nos reliques, fera de nos églises des étables à ses chevaux, tuera nos prêtres, fera de nos ornements des chausses et livrées à ses pages et laquais.. »

Aubry refuse de célébrer les funérailles d'un paroissien qu'il soupçonne d'être favorable au roi. Il propose d'aller lui-même égorger ceux qu'il soupçonne d'appartenir au parti des Politiques, c'est-à-dire des modérés,. 
En juin 1593, il affirme qu'Henri IV est un « loup enragé, sur lequel il falloit que le monde tout le courût pour l'assommer ! ». Il encourage Pierre Barrière, qui projette d'assassiner Henri IV, en l'assurant, que, en tuant le roi, « il gagnerait une grande gloire en Paradis » et l'incite à consulter le père Varade, recteur des jésuites de Paris. Début août 1593, il laisse espérer une bonne nouvelle à ses paroissiens : « Patientez, car vous verrez un miracle très-exprès de Dieu dedans peu de jours. Vous le verrez, voire le tenez déjà pour advenu ». Pierre Barrière est arrêté à Melun le 27 août 1593 sans avoir pu réaliser son projet et est exécuté le 31 août 1593, après avoir avoué le soutien obtenu par Christophe Aubry.

### Exilé
Après l'entrée d'Henri IV dans Paris le 22 mars 1594, Christophe Aubry fait jurer à ses paroissiens de le haïr, menaçant de leur refuser la confession. Sur le point d'être arrêté pour complicité dans le projet d'attentat de Pierre Barrière, il s'enfuit de Paris le 28 mars 1594 et est emmené à Rome par Filippo Sega, cardinal et nonce apostolique en France,. D'autres ligueurs, comme Jacques de Cueilly, curé de Saint-Germain-l'Auxerrois puis de Saint-Germain-le-Vieux et le père Varade, s'exilent avec lui.
Il est exécuté en effigie le 25 janvier 1595 et remplacé comme curé de Saint-André-des-Arts par Adrien d'Amboise, le 11 février 1595. Il meurt en exil à Rome le 11 mars 1601,.